# Hồ Đắc Di
Hồ Đắc Di (11 tháng 5 năm 1900 – 25 tháng 6 năm 1984), sinh ra tại Hà Tĩnh, quê ở làng An Truyền, xã Phú An, huyện Phú Vang, thành phố Huế, là một bác sĩ nổi tiếng ở Việt Nam. Ông là hiệu trưởng đầu tiên trường Đại học Y Hà Nội của nước Việt Nam độc lập.

## Tiểu sử và sự nghiệp

### Thiếu thời và thời gian đầu
Ông sinh ngày 11 tháng 5 năm 1900 trong một gia đình quý tộc gốc Huế, vốn có truyền thống khoa bảng. Tuy xuất thân Nho học, nhưng cha ông là cụ Hồ Đắc Trung, mẹ ông là cụ Châu Thị Ngọc Lương đều hướng các con theo hướng văn hóa Tây phương. Ông cùng ba người anh em trai sang Pháp học là Hồ Đắc Điềm học luật, Hồ Đắc Liên học địa chất và Hồ Đắc Ân học dược. Ngoài ra ông còn có bốn người em gái là Hồ Thị Chỉ (phi tần của vua Khải Định), Hồ Thị Hạnh (xuất gia lấy tên là Sư Diệu Không), Hồ Thị Phương và Hồ Thị Huyên (vợ của hoàng thân Ưng Úy).
Thuở nhỏ ông được gia đình gửi học nội trú tại trường Lycée Albert Sarraut (Hà Nội). Theo lời khuyên của bác sĩ Thiroux, ngự y của triều đình Huế lúc bấy giờ, gia đình đã định hướng cho ông theo nghề y và gửi ông sang Pháp du học trong thời gian 1918-1932.
Hai năm đầu khi mới đặt chân lên đất Pháp, ông học trung học ở Bordeaux. Sau khi tốt nghiệp, ông lên Paris, theo học Khoa y tại trường Đại học Tổng hợp Paris. Trong thời gian này, ông đã có một số tiếp xúc với Nguyễn Ái Quốc tại trụ sở Hội sinh viên (số 15 phố Sommerard, thuộc Khu Latin) và cùng các sinh viên đi bán báo Le Paria. Đây là khởi nguồn cho quan hệ tốt đẹp về sau giữa 2 người.
Thời gian đầu, ông học tại khoa của Giáo sư Ferdinand Widal thuộc bệnh viện Cochin. Trong thời gian thực tập, ông đã đỗ trong kỳ thi tuyển bác sĩ ngoại trú. Sau hai năm làm việc tại khoa điều trị của Giáo sư Lejars ở Bệnh viện Saint Antonine, ông chuyển sang làm việc với các giáo sư Sergent và Rathery, rồi chuyển về khoa của Giáo sư Pierre Duval. Chính Giáo sư Pierre Duval, một chuyên gia nổi tiếng về phẫu thuật của Pháp thời bấy giờ, đã định hướng cho ông đi vào ngành phẫu thuật. Sau đó, trải qua hai kỳ thi liên tiếp, ông đã được công nhận là bác sĩ nội trú. Đây là một trường hợp rất đặc biệt vào thời đó, vì bệnh viện Cochin là bệnh viện hàng đầu về y học lâm sàng của Pháp, rất ít bác sĩ nội trú người nước ngoài. Đặc biệt, Hồ Đắc Di còn là trường hợp ngoại lệ, vì ông là dân thuộc địa, vốn bị ngăn cản tối đa.
Sau khi thực tập tại Cochin, ông được nhận vào bệnh viện Tenon, làm trợ lý cho giáo sư Gernez 4 năm. Tại đây, ông đã học phẫu thuật dưới sự hướng dẫn của Giáo sư Gernez và Giáo sư Monlonguet. Trong thời gian này, ông đã sáng lập ra phương pháp mổ dạ dày (nối thông dạ dày - tá tràng) để điều trị chứng bệnh hẹp môn vị do loét dạ dày - tá tràng gây ra, thay thế phương pháp cắt bỏ dạ dày vẫn dùng trước đó.
Từ năm 1937-1945, ông có một số công trình khoa học đứng tên chung với các đồng nghiệp như giáo sư Huard, giáo sư Mayer-May, với các cộng sự và học trò Vũ Đình Tụng, Tôn Thất Tùng…, chủ yếu tập trung nghiên cứu và giải quyết các bệnh lý đặc trưng ở một nước nhiệt đới, nghèo nàn lạc hậu như Việt Nam như công trình nghiên cứu về viêm tụy cấp tính (1937), điều trị bằng phẫu thuật các biến chứng viêm phúc mạc do thương hàn, phương pháp mổ mới trong phẫu thuật sản, nghiên cứu tình trạng sốc do chấn thương... Ông trở thành tác giả có uy tín và quen thuộc với nhiều báo và tạp chí chuyên ngành khác nhau như Báo Y học Viễn Đông, Tạp chí Viện Hàn lâm phẫu thuật, báo Y hải ngoại của Pháp...

### Giai đoạn tiếp theo (1931 - 1945)
Năm 1931, Hồ Đắc Di trở về nước với mong muốn ứng dụng nghiên cứu vào thực tiễn nước nhà. Tuy nhiên, ông gặp sự cản trở rất lớn của thực dân Pháp, vốn không muốn cho người bản xứ cạnh tranh với bác sĩ chính quốc. Dù đã là một bác sĩ phẫu thuật chuyên môn, nổi tiếng và có uy tín tại Pháp, nhưng tại bệnh viện Huế, ông chỉ được làm việc với tư cách là bác sĩ tập sự, Một thời gian sau, ông lại bị điều chuyển về Quy Nhơn.
Năm 1932, Hiệu trưởng Trường Y Dược toàn cấp Đông Dương thuộc Viện Đại học Đông Dương ở Hà Nội lúc bấy giờ là bác sĩ Leroy des Barres mời ông về giảng dạy về phụ sản. Từ đó, ông vừa giảng dạy bên Trường Y Dược, vừa làm bác sĩ phẫu thuật tại Bệnh viện Phủ Doãn (đây là một bệnh viện của trường). Lúc bấy giờ, trên toàn Đông Dương, chỉ có hai bác sĩ phẫu thuật được phép hành nghề là bác sĩ Leroy des Barres và bác sĩ Cartoux. Cả hai đều là người Pháp. Được sự hỗ trợ của bác sĩ Leroy des Barres, Hồ Đắc Di đã đấu tranh để đòi quyền được hành nghề phẫu thuật. Ông là người thứ ba và là người Việt đầu tiên được chính quyền thực dân Pháp cho làm bác sĩ phẫu thuật.
Chính tại thời gian công tác tại bệnh viện Phủ Doãn, ông đã hướng dẫn cho các bác sĩ Tôn Thất Tùng, Vũ Đình Tụng... Ông là người đầu tiên ở Đông Dương nghiên cứu tình trạng sốc do chấn thương và có công trình đăng trên Tạp chí Y học Pháp ở Viễn Đông. Một số tạp chí y học lớn như Tạp chí Viện Hàn lâm phẫu thuật Paris, báo Y học Pháp quốc hải ngoại… mời ông viết bài. Trong 37 công trình đã công bố trên các tạp chí chuyên ngành của ông (hiện nay mới tìm lại được 21 công trình), phần lớn được viết trong giai đoạn 1942-1945. Vì lý do đó, từ trước 1945, Hội đồng Giáo sư Trường Y Dược (gồm toàn các giáo sư người Pháp) đã bầu ông làm Phó giáo sư, rồi Giáo sư. Ông là người Việt duy nhất được giữ chức vụ này trước 1945.

### Sau Cách mạng Tháng 8 đến khi qua đời
Cách mạng Tháng 8 năm 1945 thành công, Chủ tịch Hồ Chí Minh và Chính phủ đã giao cho giáo sư Hồ Đắc Di nhiều trách nhiệm quan trọng như Tổng thanh tra Y tế, Tổng Giám đốc Đại học vụ (26/11/1946-, thay ông Nguyễn Văn Huyên), Giám đốc Bệnh viện Đồn Thủy, đặc biệt là việc tổ chức lại trường Trường Đại học Y Dược Hà Nội. Cùng với giáo sư Tôn Thất Tùng (vốn là một học trò của ông), ông tổ chức các hoạt động nghiên cứu và bồi dưỡng ngay trong điều kiện chiến tranh và phải di chuyển liên lục từ Vân Đình, lên Việt Bắc, Tuyên Quang, rồi Chiêm Hóa.
Ngày 6 tháng 10 năm 1947, Trường Đại học Y Dược của nước Việt Nam kháng chiến khai giảng khóa đầu tiên tại Chiêm Hóa, Tuyên Quang, với 2 giáo sư và 11 sinh viên, với chương trình giảng dạy bằng tiếng Việt. Ông được cử giữ chức Hiệu trưởng đầu tiên của Trường.
Năm 1954, ông được cử vào đoàn tiếp quản ngành Y tế và được giao nhiệm vụ làm Hiệu trưởng Trường Đại học Y Dược Hà Nội. Đến năm 1961, trường Đại học Y Dược Hà Nội tách ra thành Trường Đại học Y khoa Hà Nội và Trường Đại học Dược khoa Hà Nội, ông giữ chức vụ hiệu trưởng trường Đại học Y khoa Hà Nội đến năm 1973 mới nghỉ hưu.
Ngoài ra, ông còn giữ các chức vụ như Giám đốc Vụ Đại học và Trung học chuyên nghiệp, Ủy viên Ủy ban Khoa học và Kỹ thuật Nhà nước , Chủ tịch Tổng hội Y học Việt Nam,
Ông còn là đại biểu Quốc hội Việt Nam từ khóa II đến khóa V, Ủy viên Ủy ban Thường vụ Quốc hội từ khóa II đến khóa IV, Ủy viên Ủy ban Trung ương Mặt trận Tổ quốc Việt Nam khóa I, khóa II; Chủ tịch Hội Hữu nghị Việt - Pháp,
Ông mất ngày 25 tháng 6 năm 1984, thọ 84 tuổi.

## Gia đình

### Xuất thân và quê quán
Ông xuất thân trong một gia đình quý tộc danh giá. Ông nội ông là Hồ Đắc Tuấn, đỗ Cử nhân năm Tự Đức thứ 23, được phong tước Hầu. Bà nội ông là Công nữ Thức Huấn, là con gái Tùng Thiện Vương Miên Thẩm.
Thân sinh ông là Khánh Mỹ quận công Hồ Đắc Trung, đỗ Cử nhân, làm quan đến chức Tổng đốc Nam Ngãi, Thượng thư các Bộ Học, Lễ, Công; Đông các điện Đại học sĩ, sung Cơ mật đại thần.
Hai người anh là Thượng thư bộ Hộ, Cử nhân Nho học Hồ Đắc Khải và Tổng đốc Hà đông, Tiến sĩ Luật khoa Hồ Đắc Điềm (về sau là Phó chủ tịch Ủy ban hành chính TP Hà nội, Chánh án Tòa án nhân dân Hà Nội).
Hai người em trai là Kỹ sư Khoáng học Hồ Đắc Liên (về sau là Cục trưởng Cục Địa chất) và Tiến sĩ Dược khoa Hồ Đắc Ân.
Chị gái ông là Hồ Thị Huyên gả cho Hoàng thân Ưng Úy và là mẹ của nhà bác học Bửu Hội.
Em gái ông là Hồ Thị Chỉ được gả cho vua Khải Định vào năm 1917, làm Nhất giai Ân Phi, đứng đầu các phi tần của vua Khải Định. Em gái út của ông là Hồ Thị Hạnh, xuất gia với pháp danh Diệu Không, là một dịch giả kinh Phật nổi tiếng.

### Kết hôn
Năm 1935, ông lập gia đình với bà Vi Kim Phú, con gái Tổng đốc Thái Bình Vi Văn Định. Con gái ông là bà Hồ Thể Lan, nguyên là Vụ trưởng Vụ Báo chí Bộ Ngoại giao, phu nhân của ông Vũ Khoan, nguyên Phó Thủ tướng Việt Nam, đặc phái viên của Thủ tướng Chính phủ về các vấn đề đối ngoại.

## Các công trình nghiên cứu
Giáo sư Hồ Đắc Di đã công bố 37 công trình nghiên cứu y khoa (nay mới tìm lại được 21 công trình), đa phần được viết chung với cộng sự: giáo sư Huard, giáo sư Mayer-May, với các học trò Vũ Đình Tụng, Tôn Thất Tùng…
- Nghiên cứu Viêm tụy có phù cấp tính (1937)
- Cách điều trị bằng phẫu thuật các biến chứng viêm phúc mạc do thương hàn
- Các phân tích thống kê phẫu thuật (viết cùng giáo sư Huard), đǎng ở báo Y học Viễn Đông Paris
- Thủng túi mật hiếm gặp, Tạp chí Viện Hàn lâm phẫu thuật - 1937
- Viêm phúc mạc do thủng ruột trong thương hàn Tạp chí Viện Hàn lâm phẫu thuật - 1939…
- Một kỹ thuật mới mổ lấy thai nhi - tạp chí Y học Hải ngoại (Pháp).
- Nghiên cứu tình trạng sốc do chấn thương, Y học Viễn Đông Paris (1944)
- Phẫu thuật điều trị viêm phúc mạc ở Bắc Kỳ (1944)
- Phẫu thuật chữa loét dạ dày - tá tràng ở Bắc Kỳ (1944)

## Các danh hiệu, giải thưởng

### Danh hiệu chính
- Chiến sĩ thi đua toàn quốc (1952, 1956)
- Huân chương Độc lập hạng Nhất
- Huân chương Kháng chiến hạng Nhất và hạng Ba,
- Huân chương Lao động hạng Nhất và hạng Nhì
- Giáo sư (1976)
- Giải thưởng Hồ Chí Minh về khoa học và kỹ thuật năm 1996 (truy tặng).
- Huy chương Vì thế hệ trẻ

### Tên gọi "Hồ Đắc Di"
Tên của ông được đặt cho 1 khu giảng đường của Trường Đại học Y Hà Nội,  một phố (phố Hồ Đắc Di) trong khu Nam Đồng, quận Đống Đa, thành phố Hà Nội.
Năm 2000, tên ông được đặt cho một con đường tại Phường Tây Thạnh, quận Tân Phú, Thành phố Hồ Chí Minh.
Tên của ông đã được đặt cho phố của thành phố Thái Nguyên, phố Hồ Đắc Di, phố dài 900m
Đường Hồ Đắc Di ở phường An Cựu, quận Thuận Hóa, thành phố Huế nổi tiếng là một con đường "sinh viên" vì dẫn lên một số trường đại học thuộc Đại học Huế.

## Quan điểm cuộc sống và nghề nghiệp

### Trong giai đoạn 1946 - 1954
- "Đi phục vụ chiến dịch, về trường tổng kết, lại đi chiến dịch: từ thực tiễn, thông qua thực nghiệm khoa học, lại trở về thực tiễn".
- "Trường ta gắn bó với vận mệnh của tổ quốc: phục vụ nhân dân, học đi đôi với hành, dạy đi đôi với nghiên cứu khoa học. Về quan hệ thầy-trò thì đó là quan hệ thân ái, đoàn kết cùng giúp nhau học tập tiến bộ, không có chỗ cho sự quỵ lụy, ý thức phê bình phải được đề cao, để hiểu được chân lý. Trường Y khoa phải là chính mình: Hiểu cái thật, yêu cái đẹp, để thực hiện cái tốt". (Diễn văn ngày 6 tháng 10 năm 1947)

### Sau 1954
- "Trường đại học không phải là trường phổ thông cấp 4"; mà là nơi "biến quá trình người học từ chỗ được đào tạo thành quá trình họ có thể tự đào tạo".
- "Nếu như có một cuộc đời mà mỗi phút giây trôi qua đều có ý nghĩa nhân lên nghìn lần, mỗi chúng ta đều yêu thương tới đắm say và thèm sống đến mấy lần cuộc sống ấy vẫn chưa đủ… Phải, nếu quả có được một cuộc đời như thế dù điều đó chỉ dành cho đời con cháu chúng ta mai sau, ta cũng sẵn sàng hiến dâng cả đời mình" - Hồi ký